# Клервилль, Жозеф Филипп
Жозе́ф Фили́пп Клерви́лль (фр. Joseph Philippe de Clairville; 1742, Южная Франция или Париж — 31 июля 1831, Винтертур) — швейцарский естествоиспытатель. Его основные работы посвящены флоре и энтомофауне Швейцарии.
Был дважды женат, на англичанках Изабель Карр (1730—1815) и Эмели Норманд. Вероятно, изучал медицину и естествознание в Монпелье. В Швейцарии жил в Ньоне, затем в Бе, собрал коллекцию растений и бабочек кантона Вале. В 1788 году Клервилль приобрёл дом в Винтертуре, при котором разбил ботанический сад. В 1791—1798 годах он опубликовал семь книг о садовых растениях и кустарниках, с 1798 по 1806 год работал над двухтомным фундаментальным трудом «Entomologie helvétique». Во время французской оккупации Швейцарии жил в Майнингене, где Клервилль при участии жены перевёл и расширил сочинение Иоганна Матеуса Бехштейна «Naturgeschichte der Hof- und Stubenvögel» («Histoire naturelle des oiseaux de chambre», 1825). В 1811 году увидела свет основная его работа — «Manuel d’herborisation en Suisse et en Valais». Каталогизировал гербарии Винтертура и Цюриха. Свою библиотеку и гербарий Клервилль завещал городской библиотеке Винтертура, оттуда в 1901 году они были перемещены в Ботанический институт Цюриха.